# Acusilao de Rodas

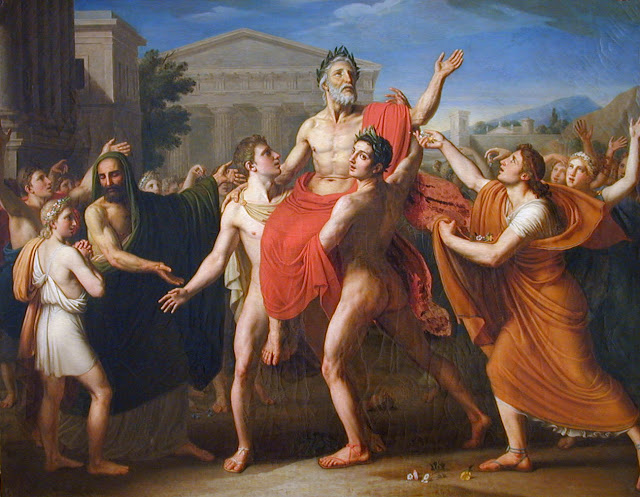
Christophe-Thomas Degeorge, Diagoras porté en triomphe par ses fils à Olympie, 1814, Clermont-Ferrand, Musée d'Art Roger-Quilliot

Acusilao (en griego antiguo: Ἀκουσιλαος, romanizado: Acusilaus)  fue un deportista griego nativo de Ialisos (Rodas) que obtuvo un triunfo en el pugilato en los Juegos Olímpicos hacia la segunda mitad del siglo V a. C.
Pertenecía a una familia de atletas famosos; entre los olímpicos figuraban su padre Diágoras, él (el primogénito), sus hermanos Damageto, Dorieo y los hijos de su hermana Ferenice, Eucles y Pisídoro. Al igual que su padre, era pugilista. En el año 448 a. C. (83ª Olimpiada) venció en la competición de los Juegos Olímpicos. Su hermano, Damageto, ganó en el pancracio el mismo día.  Los hermanos, triunfantes, subieron a su padre Diágoras a hombros y lo pasearon entre los vítores del público, que los colmó de flores.
El escoliasta de Píndaro señala que nunca antes se había dado el caso de que padre e hijos fueran coronados campeones olímpicos.
Pausanias, que vivió varios siglos después, atestigua que en el Altis de Olimpia se erigieron estatuas de todos los Diagóridas. La estatua de Acusilao tenía un cinturón de fuego en la mano izquierda, mientras que la derecha estaba levantada como si pidiera un deseo.